# Elisabeta Lazăr (schimonahie)
Elisabeta Lazăr (născută Rodica Lazăr; n. 29 iulie 1970, Benia, județul Suceava – d. 5 iunie 2014) a fost o schimonahie de la Mănăstirea Pasărea.
A fost canonizată ca sfântă de Sfântul Sinod al Bisericii Ortodoxe Române în ședința sa din 1 iulie 2025, cu titulatura „Sfânta Cuvioasă Elisabeta de la Pasărea” și prăznuirea în ziua de 5 iunie.